# Борисов, Красимир
Красимир Борисов Георгиев (болг. Красимир Борисов Георгиев; род. 8 апреля 1950, София) — болгарский футболист, игравший на позиции полузащитника.

## Клубная карьера
Борисов дебютировал на профессиональном уровне команду за софийский «Локомотив», в котором провёл один сезон 1968/1969, но основным игроком не был. Затем перешёл в «Академик» (София), где сыграл два сезона. В 1971 году он вернулся в «Локомотив» и утвердился в основном составе «железнодорожников».
После окончания чемпионата мира Борисов перешел в «Левски». С клубом он дважды становился чемпионом Болгарии и трижды выигрывал национальный кубок, а также дважды выходил в четвертьфинал европейских кубков — Кубка УЕФА в сезоне 1975/1976 и Кубка обладателей кубков в сезоне 1976/1977. За команду он сыграл всего 161 матч и забил 24 гола (118 поединков с 19 голами в национальном чемпионате, 23 матча с 5 голами в национальном кубке, а также 20 матчей в европейских турнирах).
В 1981 году Борисов перебрался в кипрскую «Омонию», с которой стал трехкратным чемпионом Кипра и двукратным обладателем Кубка Кипра. Он окончил свою карьеру в возрасте 34 лет в 1984 году.

## Карьера за сборную
Дебют за национальную сборную Болгарии состоялся 26 сентября 1973 года в матче квалификации на чемпионат мира 1974 против сборной Северной Ирландии (0:0). Был включён в состав на чемпионат мира 1974 года в ФРГ, где сыграл только 33 минуты в матче против сборной Нидерландов (1:4). Всего Борисов сыграл за сборную 19 матчей и забил 2 гола.

#### Голы за сборную
| Голы | Дата           | Место                         | Соперник | Счёт | Результат | Турнир            |
| ---- | -------------- | ----------------------------- | -------- | ---- | --------- | ----------------- |
| 1.   | 25 мая 1974    | Васил Левски, София, Болгария | КНДР     | 4-0  | 6-1       | Товарищеский матч |
| 2.   | 13 апреля 1977 | Васил Левски, София, Болгария | Дания    | 3-1  | 3-1       | Товарищеский матч |

## Карьера тренера
Значительную часть своей тренерской карьеры Борисов проработал помощником главного тренера. Он начинал как ассистент Ивана Вуцова в сборной Болгарии (1989—1991). В то время, когда Вуцов был дисквалифицирован УЕФА и не смог руководить командой с тренировочной лавки, именно Борисов как ассистент руководил командой в трех встречах в 1991 году: с Шотландией (1:1) и Швейцарией (2:3) в квалификационных матчах чемпионата Европы 1992 и в товарищеском матче с Данией (1:1). После увольнения Вуцова в мае 1991 Борисов стал исполняющим обязанности главного тренера сборной и руководил ею в товарищеской игре против Бразилии (0:3) и квалификационного матча на Евро-1992 против Сан-Марино (3:0).
Когда Болгарская футбольная ассоциация назначила Димитара Пенева новым тренером сборной, Борисов также стал его помощником (1991—1996). Вместе они привели сборную к самым большим успехам в истории — четвертому месту на чемпионате мира 1994 года и впервые вывели команду на чемпионат Европы (Евро-1996). После последнего турнира контракт с Пеневым не продлили, поэтому Борисов также покинул команду. Позже он кратковременно помогал Георги Василеву в софийском ЦСКА.
В период 2005—2008 годов был главным тренером молодежной сборной Болгарии. С июнь по сентябрь 2009 года был главным тренером софийского «Академика».

## Достижения
- Орден «Стара-планина» II степени (20 июля 1994 года)[7]
- Почётный гражданин Софии

### Клубные

#### «Левски»
- Чемпион Болгарии: 1976/77
- Обладатель Кубка Болгарии: 1975/76, 1976/77, 1978/79

#### «Локомотив» (София)
- Обладатель Балканского кубка: 1973

#### «Омония»
- Чемпион Кипра: 1982, 1983, 1984
- Обладатель Кубка Болгарии: 1982, 1983

### Международные
- Обладатель Кубка Балкан: 1973—1976